# Aquaporina 3
L'aquaporina 3, o AQP3, es troba en la membrana baso lateral del ronyó, en el conducte col·lector medul·lar i proveeix una via per la sortida de l'aigua d'aquestes cèl·lules. En el ronyó, la regulació gènica de l'AQP3 no és a través de l'hormona antidiürètica (ADH). Aquesta proteïna és també determinant per al sistema Gil de classificació del grup sanguini.